# Bragueta

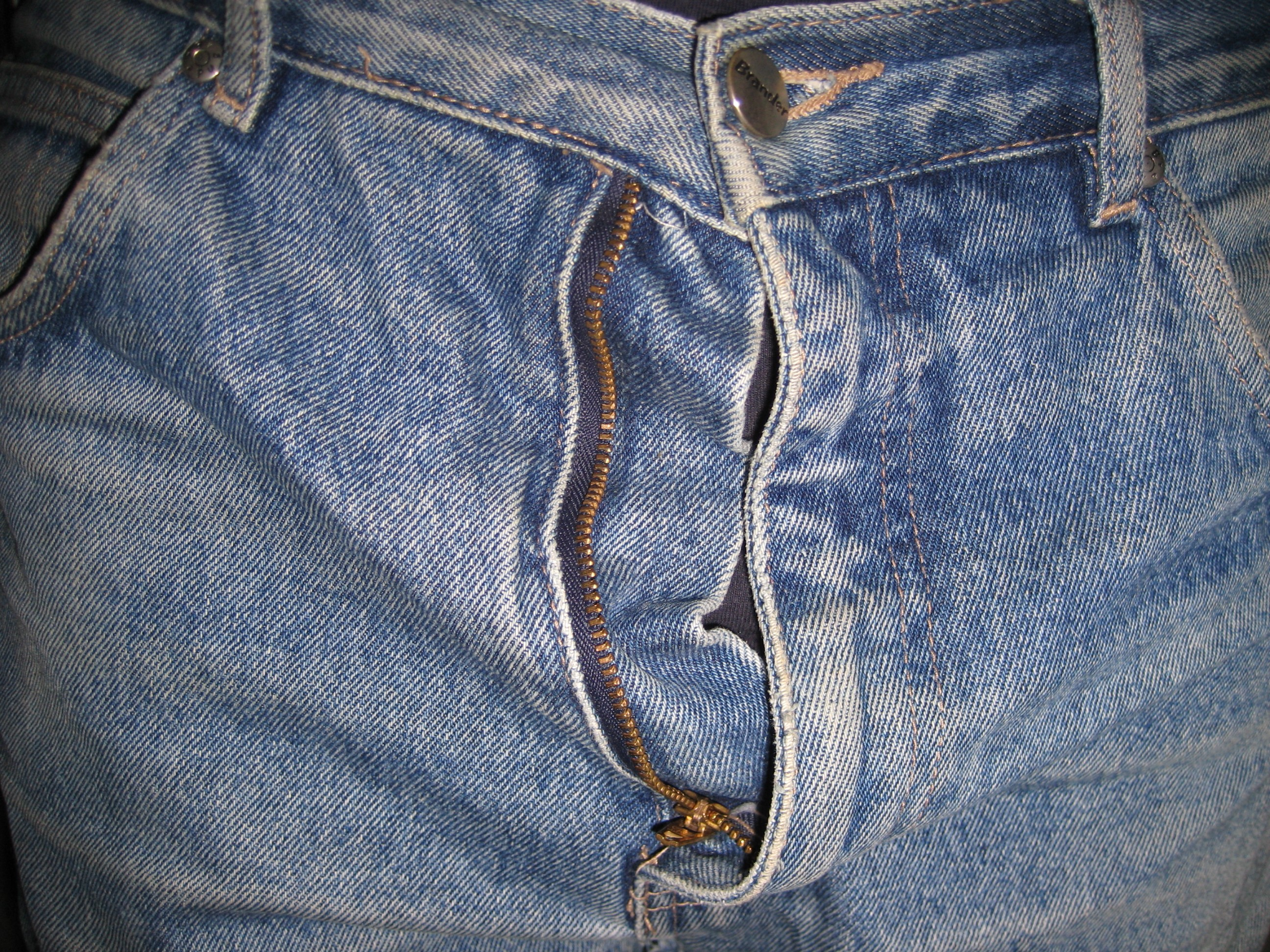
Pantalons amb bragueta de cremallera

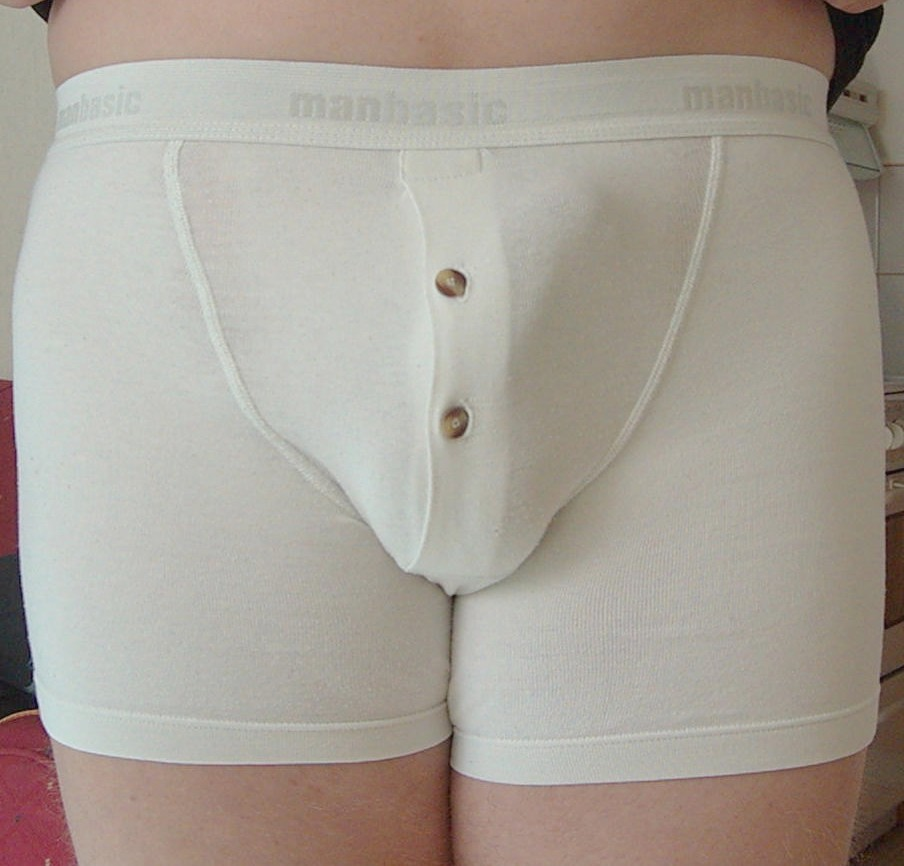
Calçotets amb bragueta de botons

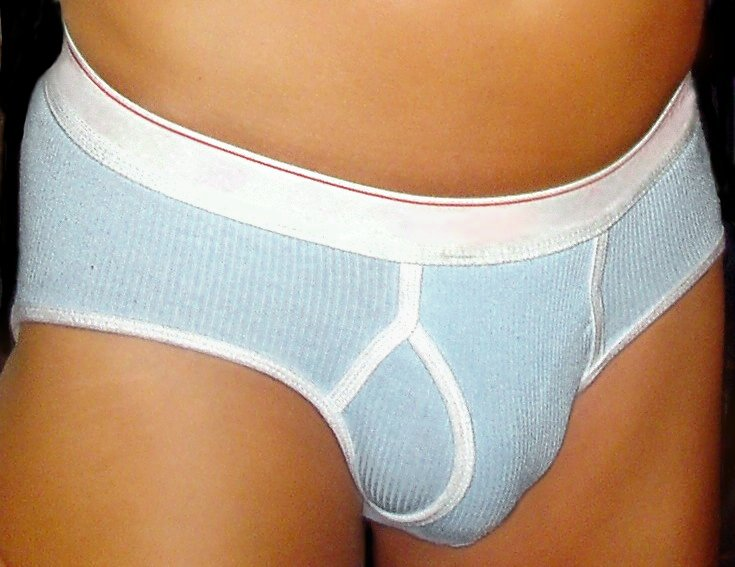
Eslip tradicional, amb bragueta sense tancament

La bragueta o xap dels calçons és l'obertura dels calçotets o pantalons per davant. La seva utilitat principal és de facilitar la micció als homes sense haver de treure's la peça completa. També facilita de posar-se i treure's els pantalons.
La bragueta dels pantalons es tanca amb botons o cremallera. Aquest segon sistema començà a generalitzar-se als anys 1950, i és el majoritari dels 1960 ençà.
Del segle xvi ençà existeix algun tipus d'equivalent de la braguera que evita de baixar-se completament la peça inferior per tal de fer les necessitats. En el període del calçó es tractava d'una tapeta trapezoïdal muntada sobre l'entrecuix i fins a la cintura; tancava amb botons a cada banda (calces de davantal). Aquest sistema fou transferit als pantalons; és el que s'anomena pantaló de davantal (pantalon à pont en francès, pantalone a ponte o pantalone alla marinara en italià, fall front trousers en anglès).
La bragueta pròpitament dita sorgí entorn de 1840, i anà desplaçant el sistema anterior progressivament.
La tapeta que actualment recobreix les braguetes de pantaló fou una innovació del darrer quart del segle xix, atribuïda al príncep de Gal·les, futur Eduard VII, àrbitre de la moda del moment.
No sense lògica, els primers models de pantaló per a ús femení mancaven de bragueta i en comptes d'aquesta tenien una obertura lateral, generalment al maluc dret, que tancava amb botons (més endavant, amb cremallera), la funció de la qual era facilitar la col·locació de la peça. Aquest sistema venia a ésser una evolució de la tapeta de davantal, però reduïda a una de sola i traslladada al flanc. Modernament la majoria de pantalons de dona duu bragueta, per mimetisme envers els models d'home. Sembla que fou la popularització dels texans masculins entre les dones, sobretot a partir dels anys cinquanta, el que acostumà la societat a veure dones amb bragueta; posteriorment el costum s'hauria automatitzat per convenció estètica.